# 托拉诺诺沃
托拉诺诺沃（義大利語：Torano Nuovo），是意大利泰拉莫省的一个市镇。总面积10平方公里，人口1685人，人口密度168.5人/平方公里（2009年）。ISTAT代码为067042。